# پالمیرا، نیوجرسی
پالمیرا (به انگلیسی: Palmyra) شهری در ایالت نیوجرسی کشور ایالات متحده آمریکا است که جمعیت آن در سرشماری سال ۲۰۱۰ میلادی، ۷٬۳۹۸ نفر بوده‌است.